# لیندلار
لیندلار (به آلمانی: Lindlar) یک شهر در آلمان است که در اوبربرگیشر کرایس واقع شده‌است. لیندلار ۲۲٬۶۰۸ نفر جمعیت دارد.